# Les Elles
Les Elles sono un gruppo musicale francese fondato a Caen, in Normandia, nel 1992, tuttora attivo, nonostante un temporaneo scioglimento tra il 2005 e il 2009.

## Storia
Il gruppo viene fondato nel 1992 da Pascaline Hervéet unitamente a Sophie Henry, Sarah Auvray e Christine Lapouze. Considerato un gruppo musicale atipico, Les Elle riuniscono musicisti esperti attorno ai testi e alle composizioni di Pascaline Hervéet, che, così come Sarah Auvray, è anche attrice. Il gruppo viene presto messo sotto contratto dall'etichetta Chantons sous la truie della casa discografica Boucherie Productions di proprietà di François Hadji-Lazaro, che suona il mandolino nel primo album del gruppo. Les Elles intraprendono così delle tournée e fanno uscire due album tra il 1995 e il 1997, entrambi intitolati Les Elles, le cui copertine, così come quelle che verranno, fino a Siamoises, sono disegnate dall'illustratrice Anabelle Cocollos.
Nel 2000 avviene un importante cambiamento quando il gruppo decide di introdurre della strumentazione elettronica. Simbolo di questo cambiamento è, nello stesso anno, l'album Pamela Peacemaker, pubblicato dall'etichetta discografica Mohican di proprietà di Inca Music. In questa occasione Sarah Auvray lascia il gruppo, venendo sostituita da Pierre Millet e Stéphane Diatchenko, già presenti nei precedenti album in qualità di turnisti. Segue un album dal vivo nel 2001, Les Elles en scène, e nel 2003 il quarto album in studio, Siamoises, nel quale appare un nuovo componente, Florent Richard.
Questa formazione si separa nel 2005 e il nuovo spettacolo de Les Ells, Joseph, viene presentato sul palco nel 2008 dalla sola Pascaline Hervéet. La Hervéet interpreta il personaggio principale, metà uomo e metà donna, della storia che si sviluppa all'interno di una sala da ballo durante il periodo tra le due guerre mondiali. Nel 2009, in occasione del nuovo album Joseph, Pascaline Hervéet riforma un nuovo gruppo assieme a Sophie Henry. Lo spettacolo era stato scritto da Pascaline assieme a quest'ultima e al proprio fratello, Nicolas Hervéet, scomparso nel 2007.
Nel 2010 la leader del gruppo si circonda di nuovi compagni, tra cui David Neerman, per il Merco Break Tour, preparato durante il loro soggiorno a Mâcon, Allonnes près du Mans e Coustellet, in cui viene riproposto il repertorio classico de Les Elles unitamente a nuove composizioni.
Nell'ottobre del 2013 la casa discografica Balandras et Vital Song pubblica sulle piattaforme digitali online l'introduzione a una riedizione degli album de Les Elles, sotto forma di una raccolta di loro brani intitolata Ah si j'étais riche. Questo album contiene 20 titoli, tra cui 2 inediti. Nel novembre del 2015 Les Elles celebrano i 20 anni di attività con un tour in Francia, che prende il via l'anno successivo, con una formazione che comprende le fondatrici Pascaline Hervéet e Sophie Henry.

## Formazione

### Formazione attuale
- Pascaline Hervéet: voce
- Sophie Henry: piano, tastiere, fisarmonica
- Elodie Fourre: violoncello, cori
- Ronan Berthou: percussioni

### Ex componenti
- Sarah Auvray: cori, effetti sonori (1994-1999)
- Christine Lapouze: violoncello (1994-2005)
- Sophie Henry: pianoforte, fisarmonica, arrangiamenti (1994-2010)
- Stéphane Diatchenko: programmazione, sampler (1999-2005)
- Pierre Millet: tromba, flauto (1999-2005)
- Florent Richard: contrabbasso (1999-2005)

## Discografia

### Album in studio
- 1995 - Les Elles
- 1997 - Les Elles
- 2000 - Pamela Peacemaker
- 2003 - Siamoises
- 2009 - Joseph

### Album dal vivo
- 2001 - Les Elles en scène

### Raccolte
- 2015 - Ah si j'étais riche

### Singoli
- 1995 - Krick Manivelle
- 1995 - Water Closets
- 2000 - The Player